# Mexicali
Mexicali là một thành phố thủ phủ của bang Baja California, México. Thành phố có tổng diện tích 113,7 km². Theo điều tra dân số năm 2010 của Cục Điều tra dân số của Viện Quốc gia về Thống kê và Địa lý (Instituto Nacional de Estadística y Geografía) là 789.775 người, dân số khu vực đô thị là 875.000 còn dân số vùng đô thị là 996.826 người. Đây là thành phố đông dân thứ 11 của Mexico.
Mexicali cũng là thủ phủ của khu tự quản Mexicali, và thành phố lớn thứ 2 ở Baja California. Thành phố duy trì dân có học vấn và có kỹ năng cao. Mức sống cư dân thành phố này thuộc trong nhóm cao nhất ở Mexico. Là thành phố hiện đại hóa và trở thành một trung tâm quốc tế và quốc tế trong một khu vực sa mạc, thành phố đã duy trì một tầng lớp trung lưu khá lớn và một lớp thượng lưu. Tại Mexico, nó được công nhận đối với việc đầu tư đáng kể trong giáo dục cũng như mức độ thất nghiệp thấp của.
Nền kinh tế Mexicali trong lịch sử dựa trên các sản phẩm nông nghiệp, và cho đến ngày nay nó vẫn còn là một khu vực lớn của nền kinh tế. Tuy nhiên, nền kinh tế của thành phố đã dần dần đi từ dựa vào nông nghiệp sang dựa vào công nghiệp. Các công ty như Mitsubishi, Honeywell, Nestle, Coca Cola và Goodrich đã xây dựng nhà máy ở thành phố và khu vực đô thị. Silicon Border nằm ở đây là tốt, một khu công nghiệp lớn là khu vực sản xuất công nghệ cao. Mục tiêu của thành phố là trở thành một trung tâm toàn cầu để sản xuất chất bán dẫn. Mexicali có vị trí địa lý gần với Hoa Kỳ đã làm cho thành phố một địa điểm du lịch phổ biến với người Mỹ từ Arizona, California và Nevada.
Được thành lập vào ngày 14 Tháng 3 năm 1903, Mexicali nằm trên biên giới Mỹ-Mexico giáp với thành phố kết nghĩa Calexico, bang California mà nó hình thành một khu vực đô thị, Calexico-Mexicali. Mexicali cũng có sự khác biệt là thành phố ở cực Bắc của châu Mỹ La tinh.

## Khí hậu
| Dữ liệu khí hậu của Mexicali (1951-2010) | Dữ liệu khí hậu của Mexicali (1951-2010) | Dữ liệu khí hậu của Mexicali (1951-2010) | Dữ liệu khí hậu của Mexicali (1951-2010) | Dữ liệu khí hậu của Mexicali (1951-2010) | Dữ liệu khí hậu của Mexicali (1951-2010) | Dữ liệu khí hậu của Mexicali (1951-2010) | Dữ liệu khí hậu của Mexicali (1951-2010) | Dữ liệu khí hậu của Mexicali (1951-2010) | Dữ liệu khí hậu của Mexicali (1951-2010) | Dữ liệu khí hậu của Mexicali (1951-2010) | Dữ liệu khí hậu của Mexicali (1951-2010) | Dữ liệu khí hậu của Mexicali (1951-2010) | Dữ liệu khí hậu của Mexicali (1951-2010) |
| Tháng                                    | 1                                        | 2                                        | 3                                        | 4                                        | 5                                        | 6                                        | 7                                        | 8                                        | 9                                        | 10                                       | 11                                       | 12                                       | Năm                                      |
| ---------------------------------------- | ---------------------------------------- | ---------------------------------------- | ---------------------------------------- | ---------------------------------------- | ---------------------------------------- | ---------------------------------------- | ---------------------------------------- | ---------------------------------------- | ---------------------------------------- | ---------------------------------------- | ---------------------------------------- | ---------------------------------------- | ---------------------------------------- |
| Cao kỉ lục °C (°F)                       | 34.0 (93.2)                              | 34.0 (93.2)                              | 39.5 (103.1)                             | 41.0 (105.8)                             | 47.0 (116.6)                             | 49.1 (120.4)                             | 52.0 (125.6)                             | 49.4 (120.9)                             | 47.1 (116.8)                             | 47.4 (117.3)                             | 39.8 (103.6)                             | 31.3 (88.3)                              | 52.0 (125.6)                             |
| Trung bình ngày tối đa °C (°F)           | 20.5 (68.9)                              | 23.0 (73.4)                              | 26.0 (78.8)                              | 29.7 (85.5)                              | 35.0 (95.0)                              | 40.0 (104.0)                             | 42.3 (108.1)                             | 41.5 (106.7)                             | 38.7 (101.7)                             | 32.5 (90.5)                              | 25.3 (77.5)                              | 20.4 (68.7)                              | 31.2 (88.2)                              |
| Trung bình ngày °C (°F)                  | 13.1 (55.6)                              | 15.3 (59.5)                              | 18.0 (64.4)                              | 21.3 (70.3)                              | 25.8 (78.4)                              | 30.5 (86.9)                              | 33.9 (93.0)                              | 33.5 (92.3)                              | 30.4 (86.7)                              | 24.3 (75.7)                              | 17.5 (63.5)                              | 13.1 (55.6)                              | 23.1 (73.6)                              |
| Tối thiểu trung bình ngày °C (°F)        | 5.8 (42.4)                               | 7.6 (45.7)                               | 10.0 (50.0)                              | 12.8 (55.0)                              | 16.7 (62.1)                              | 20.9 (69.6)                              | 25.6 (78.1)                              | 25.5 (77.9)                              | 22.1 (71.8)                              | 16.1 (61.0)                              | 9.8 (49.6)                               | 5.7 (42.3)                               | 14.9 (58.8)                              |
| Thấp kỉ lục °C (°F)                      | −7 (19)                                  | −3.5 (25.7)                              | −0.9 (30.4)                              | 0.0 (32.0)                               | 6.0 (42.8)                               | 9.1 (48.4)                               | 13.5 (56.3)                              | 14.5 (58.1)                              | 8.0 (46.4)                               | 0.3 (32.5)                               | −1.5 (29.3)                              | −8.0 (17.6)                              | −8.0 (17.6)                              |
| Lượng mưa trung bình mm (inches)         | 10.6 (0.42)                              | 7.2 (0.28)                               | 5.8 (0.23)                               | 1.6 (0.06)                               | 0.5 (0.02)                               | 0.2 (0.01)                               | 3.8 (0.15)                               | 10.1 (0.40)                              | 7.5 (0.30)                               | 8.4 (0.33)                               | 4.9 (0.19)                               | 10.3 (0.41)                              | 70.9 (2.79)                              |
| Số ngày mưa trung bình (≥ 0.1 mm)        | 2.7                                      | 2.2                                      | 2.1                                      | 0.7                                      | 0.3                                      | 0.1                                      | 1.0                                      | 1.3                                      | 1.1                                      | 1.1                                      | 1.2                                      | 2.2                                      | 16.0                                     |
| Nguồn: Servicio Meteorológico Nacional   |                                          |                                          |                                          |                                          |                                          |                                          |                                          |                                          |                                          |                                          |                                          |                                          |                                          |

## Thành phố kết nghĩa
- San Bernardino, Hoa Kỳ[2]
- Nam Kinh, Trung Quốc
- Gumi, Gyeongsang Bắc, Hàn Quốc
- Sacramento, California, Hoa Kỳ
- Calexico, California, Hoa Kỳ